# Courbehaye
Courbehaye is een gemeente in het Franse departement Eure-et-Loir (regio Centre-Val de Loire) en telt 120 inwoners (2009). De plaats maakt deel uit van het arrondissement Châteaudun.

## Geografie
De oppervlakte van Courbehaye bedraagt 19,3 km², de bevolkingsdichtheid is dus 6,2 inwoners per km².
De onderstaande kaart toont de ligging van Courbehaye met de belangrijkste infrastructuur en aangrenzende gemeenten.

## Demografie
Onderstaande figuur toont het verloop van het inwonertal (bron: INSEE-tellingen).